# Beatrice Aitchison
 Beatrice Aitchison  (* 18. Juli 1908 in Portland (Oregon); † 22. September 1997 in Washington, D.C.) war eine US-amerikanische Mathematikerin, Statistikerin, Transportökonomin und Hochschullehrerin. Sie leitete die Abteilung Transport Economics des US-Handelsministeriums und war Direktorin für Verkehrsforschung im Bureau of Transportation des United States Postal Service.

## Leben und Werk
Aitchison besuchte vier Jahre lang eine Privatschule in Portland und nach dem Umzug ihrer Familie nach Washington, D.C., schloss sie die Central High School in Washington mit Auszeichnung ab. Sie besuchte dann von 1924 bis 1928 das Goucher College. Nach ihrem Bachelor-Abschluss 1928 arbeitete sie ein Jahr in New York City für die Metropolitan Life Insurance Company als erste versicherungsmathematische Sachbearbeiterin. 1929 bestand sie die ersten vier Teile der Prüfungen des American Institute of Actuaries und der Actuarial Society von Amerika und setzte ihr Mathematikstudium an der Johns Hopkins University fort. Von 1929 bis 1932 unterrichtete sie an der Johns Hopkins University und erwarb 1931 einen Master-Abschluss. 1933 promovierte sie dort bei Gordon Thomas Whyburn mit der Dissertation: On Mapping with Functions of Finite Sections. Sie veröffentlichte auch zwei Artikel in demselben Bereich. Da die Weltwirtschaftskrise zum Zeitpunkt ihrer Promotion in vollem Gange war, gab es zu der Zeit kaum neue Anstellungen für Mathematiker. Sie bewarb sich bei 145 Colleges und Universitäten und erhielt eine Stelle am Westhampton College for Women der University of Richmond. Von 1934 bis 1935 war sie stellvertretende Professorin für Statistik an der American University in Washington, D. C., jedoch ohne Bezahlung.  Sie erhielt dafür eine Anerkennung für einen Abschlusskurs in Wirtschaftsgeschichte. Sie kehrte nach Oregon zurück, wo sie einen Erweiterungskurs an der University of Oregon in Portland in wirtschaftswissenschaftlichen Prinzipien belegte. 1936 arbeitete sie für die Oregon Historical Records Survey der Work Progress Administration in Portland. Von 1936 bis 1937 studierte sie an der University of Oregon und erhielt ihren zweiten Master-Abschluss. Als sie 1937 nach Washington zurückkehrte, unterrichtete sie 1938/1939 Statistik an der American University und als Mitglied der Fakultät der Graduiertenschule des US-Ministeriums of Agriculture. Von 1939 bis 1942 unterrichtete sie Wirtschaftswissenschaften an der University of Oregon, kehrte jedoch 1942 zur Bundesregierung zurück, um bis zu ihrer Pensionierung in der Verkehrsökonomie zu arbeiten. Von 1942 bis 1951 arbeitete sie als Statistikerin und später Transportökonomin bei der Interstate Commerce Commission. Von 1942 bis 1944 lehrte sie an der American University und beriet während des Zweiten Weltkriegs mit dem Office of Defense Transportation. 1946 war sie Gründungsmitglied von der American Society of Traffic and Transportation (jetzt die American Society of Transportation and Logistics). Von 1951 bis 1953 leitete sie die Abteilung für Transportökonomie des Office of Transportation des US-Handelsministeriums. Diese Abteilung wurde jedoch 1953 aufgelöst. Anschließend wurde sie Direktorin für Verkehrsforschung im Bureau of Transportation des United States Postal Service und war die erste Frau, die in eine Poststelle auf politischer Ebene berufen wurde.  Als sie im Juli 1971 in den Ruhestand ging, war sie eine der ranghöchsten Frauen im Bundesdienst. 

## Anerkennungen
Die Interstate Commerce Commission verlieh Aitchison 1961 den ersten Federal Woman's Awards, der Aitchison die Möglichkeit gab, Präsident Lyndon Johnson dazu zu bewegen, eine Exekutivverordnung zum Verbot der Diskriminierung aufgrund des Geschlechts in der US-Regierung auszuarbeiten. 1965 wurde sie als Fellow der American Statistical Association gewählt. 1970 erhielt sie den Career Service Award der National Civil Service Liga und 1997 verlieh ihr die Johns Hopkins Alumni Association den Woodrow Wilson Award. 1996 wurde sie an der University of Oregon zum Alumni Fellow des College of Arts ernannt. 

## Mitgliedschaften
- American Mathematical Society
- Mathematical Association of America
- American Economic Association
- American Soc. Traffic and Transportation
- Econometric Society
- American Public Transportation Association
- Transportation Research Forum
- American Association of University Women
- Phi Beta Kappa
- Sigma Xi

## Veröffentlichungen (Auswahl)
- 1932: Regular accessibility. Amer. Math. Monthly 39.
- 1933: On mapping with functions of finite sections. Amer. Math. Monthly 40.
- 1933: Concerning regular accessibility. Fund. Math. 20.
- 1935: On the mapping of locally connected continua into simple arcs. C. R. Soc. Sc. Varsovie 27.
- 1941: Preliminary examination of factors affecting the demand for rail passenger travel. Washington, DC: Interstate Commerce Commission, Bureau of Statistics, Statement no. 4129.
- 1943: A description of the principal class rate scales prescribed by the Interstate Commerce Commission: together with an analysis of their progression for distance, and a method of scale construction. Washington, DC: Interstate Commerce Commission, Bureau of Transport Economics and Statistics, Statement no. 4351.
- 1946: Weight density and value as factors in freight classification. Washington, DC: Interstate Commerce Commission, Bureau of Transport Economics and Statistics, Statement no. 469.
- 1964: Productivity in purchase of transportation for mail, fiscal years 1953–1962. In: Case study of Post Office productivity. Report for the Bureau of the Budget. Summary in “Measuring productivity of federal government organizations.” Washington, DC: US Bureau of the Budget. App. V–1, 234.